# Токари (Люблінське воєводство)
Токари (пол. Tokary) — село в Польщі, у гміні Туробин Білґорайського повіту Люблінського воєводства.
Населення — 355 осіб (2011).
У 1975—1998 роках село належало до Замойського воєводства.

## Демографія
Демографічна структура станом на 31 березня 2011 року:
|          | Загалом | Допрацездатний вік | Працездатний вік | Постпрацездатний вік |
| -------- | ------- | ------------------ | ---------------- | -------------------- |
| Чоловіки | 171     | 41                 | 105              | 25                   |
| Жінки    | 184     | 35                 | 79               | 70                   |
| Разом    | 355     | 76                 | 184              | 95                   |